# Кубок Америки по волейболу 2008
7-й розыгрыш Кубка Америки по волейболу прошёл с 24 по 28 сентября 2008 года в Куябе (Бразилия) с участием 6 национальных сборных команд стран-членов NORCECA и CSV. Победителем турнира во второй раз в своей истории стала сборная Кубы.

## Команды-участницы
- NORCECA: Куба, Мексика, США.
- CSV: Аргентина, Бразилия, Венесуэла.

## Система проведения турнира
6 команд-участниц на предварительном этапе разбиты на две группы. По две лучшие команды из групп выходят в полуфинал плей-офф и по системе с выбыванием определяют призёров турнира. Итоговые 5—6-е места разыгрывают команды, занявшие в группах последние места.

## Предварительный этап

### Группа А
| М | Команда   | 1   | 2   | 3   | И | В | П | С/П | О |
| - | --------- | --- | --- | --- | - | - | - | --- | - |
| 1 | Куба      |     | 3:0 | 3:2 | 2 | 2 | 0 | 6:2 | 4 |
| 2 | Аргентина | 0:3 |     | 3:2 | 2 | 1 | 1 | 3:5 | 3 |
| 3 | США       | 2:3 | 2:3 |     | 2 | 0 | 2 | 4:6 | 2 |

24 сентября: Куба — США 3:2 (25:19, 25:27, 23:25, 25:21, 15:8).
25 сентября: Аргентина — США 3:2 (25:17, 16:25, 25:16, 17:25, 15:13).
26 сентября: Куба — Аргентина 3:0 (25:21, 25:16, 25:18).

### Группа В
| М | Команда   | 1   | 2   | 3   | И | В | П | С/П | О |
| - | --------- | --- | --- | --- | - | - | - | --- | - |
| 1 | Бразилия  |     | 3:0 | 3:0 | 2 | 2 | 0 | 6:0 | 4 |
| 2 | Венесуэла | 0:3 |     | 3:0 | 2 | 1 | 1 | 3:3 | 3 |
| 3 | Мексика   | 0:3 | 0:3 |     | 2 | 0 | 2 | 0:6 | 2 |

24 сентября: Бразилия — Мексика 3:0 (25:18, 25:16, 25:20).
25 сентября: Бразилия — Венесуэла 3:0 (25:20, 25:19, 25:16).
26 сентября: Венесуэла — Мексика 3:0 (25:20, 25:17, 25:20).

## Матч за 5-е место
27 сентября
США — Мексика 3:0 (25:23, 25:19, 25:15)

## Плей-офф

### Полуфинал
27 сентября
Куба — Венесуэла 3:2 (21:25, 25:16, 21:25, 25:19, 17:15)
Бразилия — Аргентина 3:0 (25:17, 25:22, 29:27)

### Матч за 3-е место
28 сентября
Венесуэла — Аргентина 3:0 (25:19, 25:16, 25:16)

### Финал
28 сентября
Куба — Бразилия 3:2 (26:24, 19:25, 27:25, 16:25, 15:9)

## Итоги

### Положение команд
| Куба         |
| Бразилия     |
| Венесуэла    |
| 4. Аргентина |
| 5. США       |
| 6. Мексика   |

Сборная Мексики получила возможность стартовать в квалификации Мировой лиги-2010. Все остальные команды уже имели путёвки в этот турнир.

### Призёры
Куба: Райдел Йерресуэло, Вильфредо Леон, Роберланди Симон, Ореоль Камехо, Роландо Сепеда, Османи Камехо, Густаво Лейва, Дарлен Феррер, Ядьер Санчес, Мигель Далмау.
  Бразилия.
  Венесуэла.

### Индивидуальные призы
Лучший нападающий:  Роберланди Симон
Лучший блокирующий:  Эдер Карбонера
Лучший на подаче:  Эван Патак
Лучший на приёме:  Сержио Дутра Сантос
Лучший в защите:  Мартин Меана
Лучший связующий:  Бруно Резенде
Лучший либеро:  Сержио Дутра Сантос
Самый результативный:  Роберланди Симон